# イアンテ (小惑星)
イアンテ (98 Ianthe) は小惑星帯の大きな小惑星。
クリスチャン・H・F・ピーターズによって発見された小惑星の一つである。
表面は炭素化合物で構成されているため暗い。
ギリシャ神話のイアンテ (Ianthe) にちなんで名づけられた。